# Mike Peluso (Eishockeyspieler, 1974)
Mike Peluso (* 2. September 1974 in Bismarck, North Dakota) ist ein ehemaliger US-amerikanischer Eishockeyspieler, der im Verlauf seiner aktiven Karriere zwischen 1994 und 2004 unter anderem 38 Spiele für die Chicago Blackhawks und Philadelphia Flyers in der National Hockey League auf der Position des rechten Flügelstürmers bestritten hat. Hauptsächlich spielte Peluso aber in der American Hockey League. Sein neun Jahre älterer, gleichnamiger Cousin war ebenfalls professioneller Eishockeyspieler.

## Karriere
Peluso verbrachte seine Juniorenzeit zwischen 1992 und 1994 bei den Omaha Lancers in der United States Hockey League. Mit dem Team konnte er in beiden Spielzeiten den Clark Cup gewinnen und wurde im NHL Entry Draft 1994 in der zehnten Runde an 253. Stelle von den Calgary Flames aus der National Hockey League ausgewählt. Es zog den Stürmer aber zunächst an die University of Minnesota-Duluth, wo er neben seinem Studium parallel für die Universitätsmannschaft in der Western Collegiate Hockey Association, einer Division im Spielbetrieb der National Collegiate Athletic Association, auflief. Er verblieb insgesamt vier Jahre an der Universität und erhielt dabei zahlreiche individuelle Auszeichnungen.
Nachdem die Calgary Flames ihre einstige Draftwahl nicht mit einem Vertrag ausgestattet hatten, wurde Peluso im Oktober 1998 als Free Agent von den Washington Capitals verpflichtet, die ihn im Verlauf der folgenden zwei Jahre bis zum November 2000 aber lediglich in ihrem Farmteam, den Portland Pirates, in der American Hockey League einsetzten. Durch einen Tausch mit Derek Bekar stand der Stürmer ab November 2000 bei den St. Louis Blues unter Vertrag. Dort kam er ebenfalls nicht über einen Kaderplatz beim Kooperationspartner Worcester IceCats in der AHL hinaus.
Im Sommer 2001 schloss sich Peluso, nachdem sein Vertrag mit St. Louis ausgelaufen war, als Free Agent den Chicago Blackhawks an. In Diensten der Blackhawks gab der Angreifer im Verlauf der Saison 2001/02 sein NHL-Debüt und absolvierte 37 Begegnungen. In seinem zweiten Vertragsjahr spielte er ausschließlich für das Farmteam Norfolk Admirals in der AHL. Nachdem der auslaufende Vertrag im Sommer 2003 abermals nicht verlängert worden war, wechselte der US-Amerikaner zu den Philadelphia Flyers. Als er dort im Verlauf der Spielzeit 2003/04 nur einmal in der NHL zum Einsatz gekommen war und wieder hauptsächlich im Farmklub spielte, beendete er im Alter von 30 Jahren seine aktive Karriere vor der Saison 2004/05 vorzeitig.
Nach seinem Karriereende und einer mehrjährigen Pause betreute Peluso zwischen 2009 und 2012 die Mannschaft der Bismarck High School in seiner Geburtsstadt. Zudem stand er in der Saison 2011/12 als Assistent bei den Bismarck Bobcats aus der North American Hockey League hinter der Bande.

### International
Für sein Heimatland nahm Peluso an der Weltmeisterschaft 2000 im russischen Sankt Petersburg teil. Dort absolvierte der Flügelstürmer alle sieben Turnierbegegnungen für das US-Team und sammelte dabei vier Scorerpunkte. Die US-Amerikaner schlossen das Turnier auf dem fünften Rang ab.

## Erfolge und Auszeichnungen
| - 1993 Clark-Cup-Gewinn mit den Omaha Lancers - 1994 Clark-Cup-Gewinn mit den Omaha Lancers - 1995 WCHA All-Rookie Team - 1996 WCHA Third All-Star Team | - 1997 WCHA Second All-Star Team - 1998 WCHA Third All-Star Team - 2000 Teilnahme am AHL All-Star Classic - 2003 Teilnahme am AHL All-Star Classic |

## Karrierestatistik

### International
Vertrat die USA bei:
- Weltmeisterschaft 2000

(Legende zur Spielerstatistik: Sp oder GP = absolvierte Spiele; T oder G = erzielte Tore; V oder A = erzielte Assists; Pkt oder Pts = erzielte Scorerpunkte; SM oder PIM = erhaltene Strafminuten; +/− = Plus/Minus-Bilanz; PP = erzielte Überzahltore; SH = erzielte Unterzahltore; GW = erzielte Siegtore; 1 Play-downs/Relegation; Kursiv: Statistik nicht vollständig)